# Jürgen Ponto-Stiftung zur Förderung junger Künstler
Die gemeinnützige Jürgen Ponto-Stiftung zur Förderung junger Künstler wurde im Jahre 1977 von Ignes Ponto und der Dresdner Bank gegründet. Sie erinnert an die Leistung und das Engagement des ehemaligen Vorstandssprechers der Dresdner Bank, Jürgen Ponto, für den künstlerischen Nachwuchs in Deutschland. Ponto wurde 1977 im sogenannten „Deutschen Herbst“ von Mitgliedern der Rote Armee Fraktion (RAF) in seinem Wohnhaus in der Nähe von Frankfurt am Main ermordet. Die rechtlich selbständige Stiftung hat ihre Geschäftsstelle in Berlin.

## Stiftungszweck
Die Jürgen Ponto-Stiftung widmet sich ausschließlich der Förderung des künstlerischen Nachwuchses. Sie unterstützt hochbegabte junge Musiker, bildende Künstler und Schriftsteller, die am Beginn ihrer professionellen Laufbahn stehen. Das Stiftungsvermögen der Jürgen Ponto-Stiftung beläuft sich auf 11,3 Millionen Euro.

## Förderprogramm
Bei der Entwicklung ihrer Förderprogramme kombiniert die Stiftung zwei Elemente: die finanzielle Unterstützung und die Bühne als künstlerische Plattform. Bei der Auswahl ihrer Stipendiaten und Preisträger zieht die Stiftung erfahrene Fachleute aus den jeweiligen künstlerischen Bereichen hinzu. Eigenbewerbungen sind von daher in allen drei Bereichen nicht möglich.
Im Mittelpunkt ihrer Musikförderung stehen junge, hochbegabte Interpreten, die mit einer erfolgreichen Wettbewerbsteilnahme großes künstlerisches Talent haben erkennen lassen. Einmal im Jahr vergibt die Stiftung Stipendien an ausgewählte Erste Bundespreisträger des Wettbewerbs „Jugend musiziert“. Insgesamt steht eine jährliche Fördersumme von rund 70.000 Euro zur Verfügung.
Der Musikpreis der Jürgen Ponto-Stiftung wird an Streichquartette aus Deutschland, Österreich und der Schweiz verliehen. Der Preis zeichnet die künstlerische Gesamtleistung des Ensembles aus. Dieses sollte zuvor an internationalen Musikwettbewerben teilgenommen haben und sein Durchschnittsalter zum Zeitpunkt der Preisverleihung nicht höher als 30 Jahre sein. Der mit 60.000 Euro dotierte Preis wird in einem Turnus von zwei Jahren von einer Jury aus Experten der Jürgen Ponto-Stiftung und Vertretern renommierter Festivals vergeben.
Seit 2007 verbindet das Museum für Moderne Kunst Frankfurt am Main und die Jürgen Ponto-Stiftung eine enge Zusammenarbeit im Bereich der bildenden Kunst. Kern der Kooperation ist die Vergabe eines internationalen Preises. Dieser ist mit einem Stipendium und einer Ausstellung im MMK 3 Zollamt verbunden. Während des Stipendiums erhalten die Preisträger Wohn- und Recherchemöglichkeiten in Frankfurt.
Im Bereich der Literatur fokussiert sich das Engagement der Stiftung auf die Phase vor der Veröffentlichung des ersten Buches. Mit dem Literaturpreis der Jürgen Ponto-Stiftung werden Autoren aus Deutschland, Österreich und der Schweiz ausgezeichnet, die bereits einen Verlag von ihrem ersten Werk überzeugt haben, dessen tatsächliche Veröffentlichung aber noch ansteht. Der Preis ist mit 15.000 Euro dotiert.
Das Programm „Spaltmaße – Vermessungen aus Alltag und Gesellschaft“ vergibt jährlich Stipendien an vier junge Autoren. Diese sind mit einem Schreibauftrag verknüpft und nicht residenzgebunden. Die Stipendiaten verfügen über ein Recherche- und Reisekostenbudget. Ausgewählte Lektoren stehen ihnen beratend zur Seite.

## Gremien

### Vorstand
- Kirsten Lindemann, seit 2018, Direktorin BNP Paribas S. A., Frankfurt am Main
- Doris Schwerdtfeger, seit 2018, Ehemalige Direktorin, Commerzbank AG, Frankfurt am Main
- Ralf Suermann, geschäftsführend, seit 2004, Berlin

### Kuratorium
- Andreas de Maizière, seit 2015, Vorsitzender seit 2017, Ehemaliges Mitglied des Vorstands der Commerzbank AG
- Corinna Ponto, Stellvertretende Vorsitzende seit 2011
- Ulrike Demmer, seit 2020, ehem. Stellvertretende Sprecherin der Bundesregierung und stellvertretende Leiterin des Presse- und Informationsamtes der Bundesregierung
- Ulrike Groos, seit 2019, Bereich Bildende Kunst, Direktorin Kunstmuseum Stuttgart
- Hauke Hückstädt, seit 2018, Bereich Literatur, Leiter des Literaturhauses Frankfurt am Main e. V.
- Manfred Schaudwet, seit 2018, Ehemaliger Generalbevollmächtigter der Dresdner Bank AG
- Doris Schwerdtfeger, seit 2013, Ehemalige Direktorin, Commerzbank AG, Frankfurt am Main
- Gregor Sigl, seit 2021, Bereich Musik, Professor für Kammermusik/Violine/Viola Universität der Künste, Berlin
- Bernd W. Voss, seit 1998, Ehemaliges Mitglied des Vorstands und des Aufsichtsrats der Dresdner Bank AG
- Reinhold von Eben-Worlée, seit 2020, Geschäftsführender Gesellschafter E. H. Worlée & Co. (GmbH & Co.) KG und Präsident des Verbands Die Familienunternehmer

## Gründungspersönlichkeiten
Ignes Ponto (†) war die treibende Kraft bei der Gründung der Jürgen Ponto-Stiftung. Sie rief nach der Ermordung ihres Mannes durch Terroristen der Rote Armee Fraktion im Jahre 1977 spontan dazu auf, für den künstlerischen Nachwuchs zu spenden. Dies war die Geburtsstunde der Jürgen Ponto-Stiftung.
Bei der Gründung der Stiftung stand ihr der Vorstand und späterer Vorstandssprecher der Dresdner Bank, Wolfgang Röller, zur Seite. Als Nachfolger von Peter von Siemens, der das Kuratorium von 1978 bis 1986 leitete, war er Vorsitzender des Kuratoriums von 1986 bis 2017, danach begleitete er bis zu seinem Tod im Jahr 2018 als Ehrenvorsitzender sämtliche Weichenstellungen.
Des Weiteren bestand das Gründungskuratorium aus Weggefährten Jürgen Pontos wie Hans von der Goltz und Karl Gustaf Ratjen sowie bedeutenden Vertretern des kulturellen Lebens wie beispielsweise Golo Mann und Friedrich Wilhelm Kraemer.
Der erste Geschäftsführer der Stiftung war Bernhard von Loeffelholz. Ihm war die Vermittlung zwischen Kunst und Wirtschaft ein besonderes Anliegen.

## Ausgewählte Preisträger und Stipendiaten
Unter den ehemaligen Stipendiaten im Bereich Musik finden sich die Pianisten Lars Vogt (†), Igor Levit und Levent Geiger, der Cellist Daniel Müller-Schott sowie die Violinisten Veronika Eberle, Isabelle Faust und Albrecht Menzel. Musikpreisträger sind das Amaryllis Quartett, das Schumann Quartett, das Aris Quartett, das Vision String Quartet, das Goldmund Quartett und das Leonkoro Quartet.
Unter den geförderten Künstlern im Bereich Bildende Kunst finden sich Neo Rauch, Wolfgang Laib, Thomas Schütte, Thomas Ruff, Mira Wunderer, Carsten Nicolai, Julia Kissina, Michael Beutler, Friedrich Kunath, Falke Pisano, Ulla von Brandenburg und Mire Lee.
Zu den bisherigen Literaturpreisträgern gehören unter anderem Martin Mosebach, Einar Schleef, Arnold Stadler, Kurt Drawert, Zoë Jenny, Andreas Maier, Zsuzsa Bánk, Reinhard Kaiser-Mühlecker, Sasha Marianna Salzmann, Deniz Ohde, Kim de l’Horizon und 2025 Marina Schwabe.